# Chevrolet 150
Chevrolet 150 – samochód osobowy klasy średniej produkowany pod amerykańską marką Chevrolet w latach 1953–1957.

## Pierwsza generacja

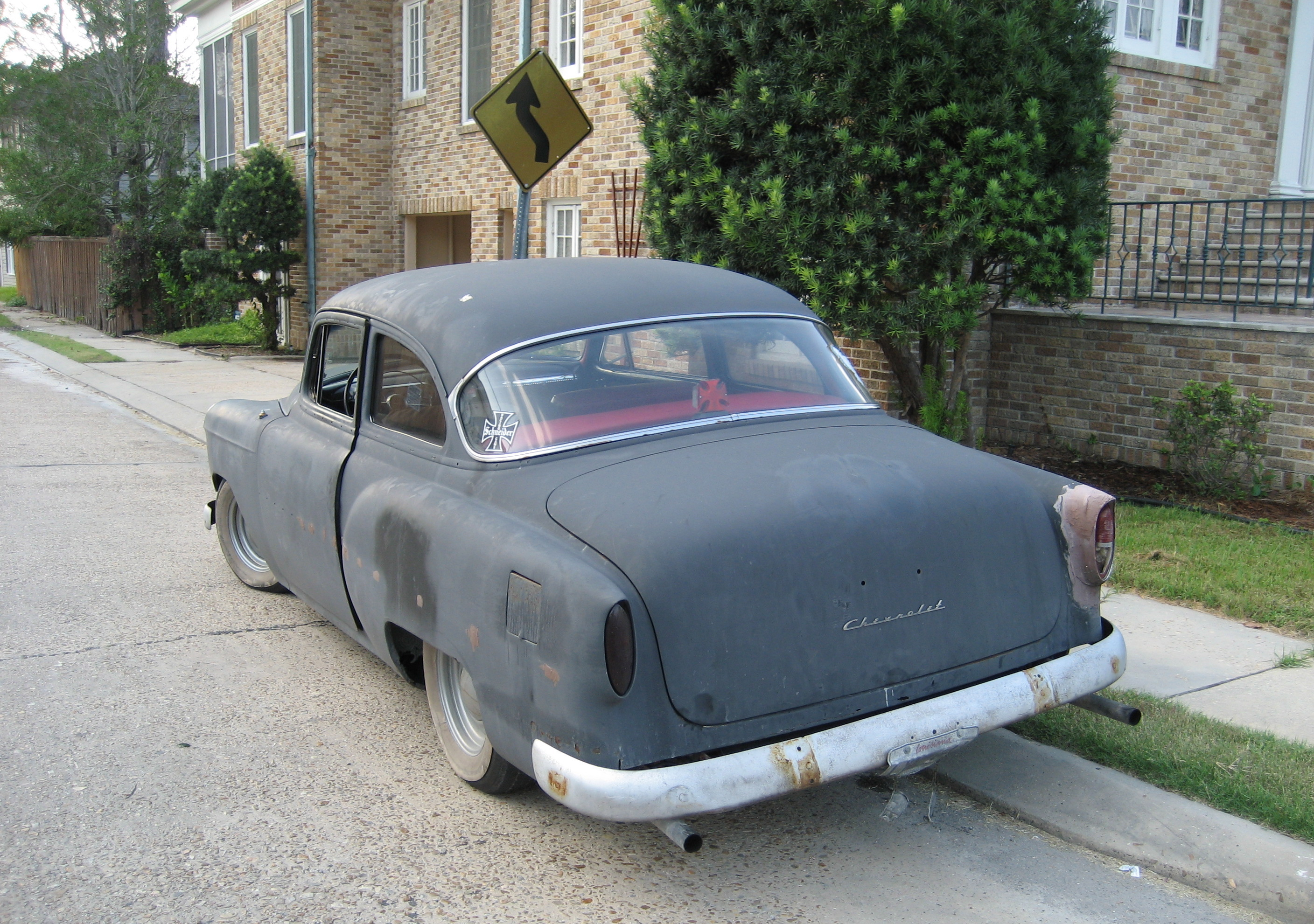
Chevrolet 150 I – tył

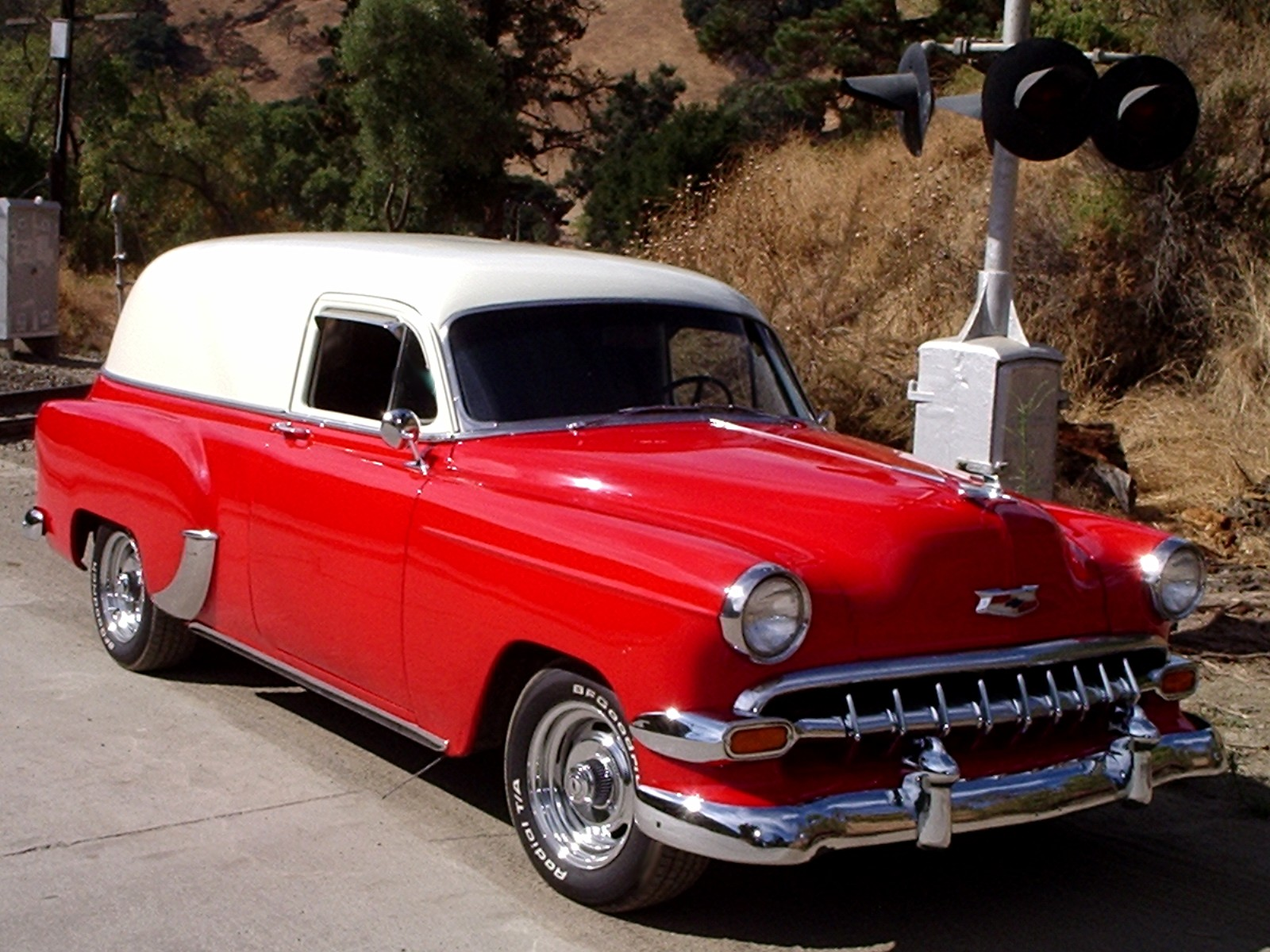
Chevrolet 150 I Delivery

Chevrolet 150 I został zaprezentowany po raz pierwszy w 1953 roku.
Nazwa pochodzi od skrócenia numeru serii produkcji (1500) o jedną cyfrę ze względu na trendy panujące w latach 50. (nazwy modeli wyrażone cyframi). Model ten zastąpił samochód Styleline dostępnego na rynku w poprzednich latach.
W założeniu model 150 miał być samochodem powszechnie dostępnym, bez limitów sprzedaży. Stał się najbardziej popularny wśród policji, stanowych urzędów, małych firm, oraz zapaleńców hot rod. Chevrolet z roku na rok sprzedawał mniej 150, 210 oraz Bel Air w czasie produkcji.
Zgodnie z założeniami Chevroleta, model 150 przeznaczony był wyłącznie do jazdy wręcz w spartańskich warunkach. Dostępnych było niewiele opcji. Nawet za tak małe rzeczy jak popielniczka, zapalniczka do papierosów czy nawet lusterka trzeba było dodatkowo płacić. W porównaniu z modelami Two-Ten oraz Bel-Air, One-Fifty była sztywna i skromnie wyposażona.
Wybór nadwozia ograniczał się do sedana, nadwozia typu kombi oraz (do 1955) coupé. Układ napędowy ograniczony był do manualnych skrzyń biegów i silników o stosunkowo małej mocy, sytuacja uległa zmianie dopiero w 1955. W 1957 dostępna była wersja przygotowana do wyścigów, powszechnie znana jako "Black Widow" ze względu na jej czarno-białe malowanie nadwozia.

### Układ napędowy
W rocznikach '53-'54 używane były trzy silniki, jednakże nie wszystkie były dostępne w tym samym czasie. Wszystkie modele z 1953 roku wyposażone były w trzybiegową, ręczną skrzynię biegów. Wraz z rokiem 1954, udostępniona została automatyczna skrzynia.

### Silniki
- R6 2.1l "Thrift-master" 93 KM
- R6 2.3l  "Thrift-King" 108 KM
- R6 2.3l ³ "Blue Flame" 115 KM

## Druga generacja

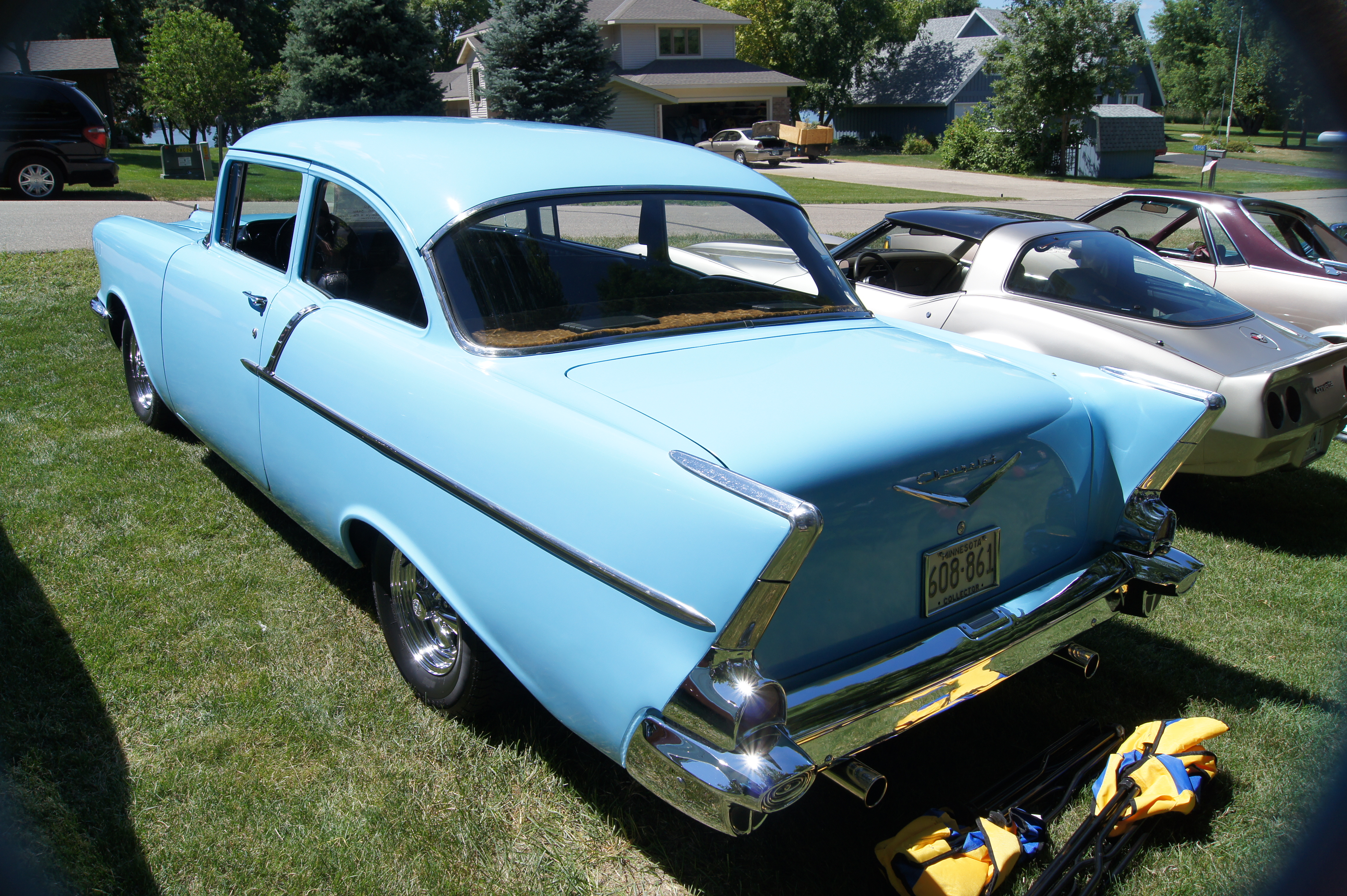
Chevrolet 150 II – tył

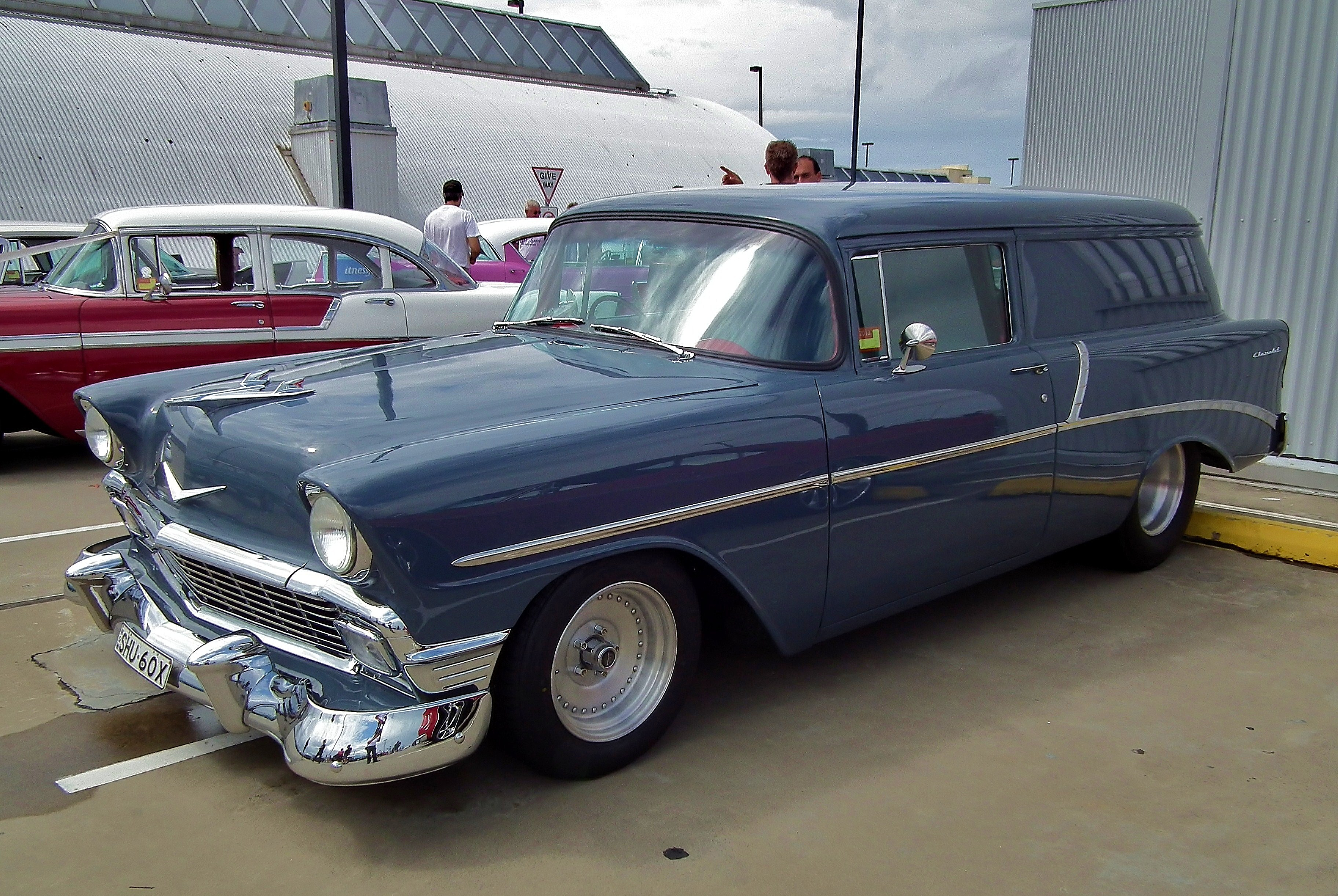
Chevrolet 150 II Delivery

Chevrolet 150 II został zaprezentowany po raz pierwszy w 1955 roku.
Druga generacja 150, podobnie jak większy model 210, przeszła obszerne zmiany pod kątem sylwetki nadwozia. Zyskała ona dwukolorowe malowanie i ostrzej zarysowane błotniki.
Pod kątem technicznym, Chevrolet przeprowadził obszerne modyfikacje, wprowadzając nową gamę jednostek small block V8. Nabywca miał możliwość sporego wyboru silników. Biznesowy sedan został przemianowany na użytkowy. Produkcja 150 zakończyła się z rokiem 1957, po czym został on zastąpiony modelem Delray.

### Silniki
- R6 2.3l "Blue Flame" 140 KM
- V8 2.6l "Turbo-Fire" OHV 162 KM
- V8 2.8l "Super Turbo-Fire" OHV 185 KM
- V8 2.8l "Super Turbo-Fire" OHV 220 KM
- V8 2.8l "Super Turbo-Fire" OHV 270 KM
- V8 2.8l "Super Turbo-Fire" OHV 283 KM